# Greig Oliver
Greig Hunter Oliver (Hawick, 12 de septiembre de 1964-Sea Point, Ciudad del Cabo, 3 de julio de 2023) fue un jugador británico de rugby que se desempeñaba como medio melé.

## Selección nacional
Fue convocado al XV del Cardo por primera vez en mayo de 1987 para enfrentar a los Welwitschias, su segundo partido fue en junio de 1990 frente a los All Blacks y disputó su tercer y último partido en octubre de 1991, nuevamente ante Zimbabue. En total jugó tres partidos y marcó un try para un total de 4 puntos (así valía un try por aquel entonces).

### Participaciones en Copas del Mundo
Oliver disputó dos Copas del Mundo; Nueva Zelanda 1987 donde fue convocado a último momento y sin haber debutado en su selección. Marcó su único try en su debut internacional y los escoceses fueron derrotados en cuartos de final por el eventual campeón del torneo; Nueva Zelanda.
Cuatro años más tarde en Inglaterra 1991, disputó su último mundial; siendo convocado tras no haber jugado en más de un año con su seleccionado. Jugó un solo partido pero aquel torneo fue el mejor de Escocia en la historia del torneo; avanzando hasta semifinales donde cayó ante el XV de la Rosa y luego fueron nuevamente derrotados por los All Blacks en el partido por el tercer puesto.
| Mundial                       | Sede          | Resultado        | PJ | Tries |
| ----------------------------- | ------------- | ---------------- | -- | ----- |
| Copa Mundial de Rugby de 1987 | Nueva Zelanda | Cuartos de final | 1  | 1     |
| Copa Mundial de Rugby de 1991 | Inglaterra    | Subcampeón       | 1  | 0     |